# Amphinemura cordiformis
Amphinemura cordiformis is een steenvlieg uit de familie beeksteenvliegen (Nemouridae). De wetenschappelijke naam van de soort is voor het eerst geldig gepubliceerd in 2006 door Li & Yang.